# Bălan
Bălan (en alemany: Kupferbergwerk; en hongarès: Balánbánya, pronunciat [ˈBɒlaːmbaːɲɒ]) és una ciutat del comtat de Harghita, Transsilvània (Romania). Històricament ha estat un dels centres de mineria de coure més importants de Transsilvània i Romania, però les seves mines ja no són operatives. El seu nom en romanès significa "ros", en alemany significa "mina de coure", mentre que el nom hongarès significa "mina de Balán".

## Geografia
Es troba a la depressió de Ciuc (en romanès Depresiunea Ciucului, hongarès: Csíki-medence). Està envoltat per les muntanyes de Hășmaș (Hășmașul Mare i Hășmașul Mic). L'altitud de la ciutat és de 850 m; aquesta puja a 1792 m al cim més alt de les muntanyes de Hășmaș. Bălan és travessat pel riu Olt.

## Clima
El clima temperat continental té una temperatura mitjana de 7˚C, baixant a -10˚C a l'hivern. Hi ha 1300-1400 hores assolellades a l'any. Les ràfegues de vent són rares a causa de les muntanyes i els boscos dels voltants.

## Flora i fauna
La majoria dels boscos al voltant de Bălan són boscos d'avets, però també hi ha boscos d'avets, làrixs i aurons. Hi ha algunes espècies de flors a la zona com l'edelweiss i el pèsol dolç protegits per la llei. Als boscos hi ha algunes espècies de bolets comestibles i fruits com nabius, gerds i nabius.

## Demografia
Segons el cens del 2011 tenia 5.864, dels quals 3.625 (61,82%) eren romanesos i 2.124 (36,22%) eren hongaresos.

## Història
Bălan va ser el lloc de l'explotació del ferro durant el segle XVII, però el 1702 els magatzems de ferro s'havien esgotat. Els jaciments de coure van ser descoberts el 1785 per János Opra; la producció va començar el 1803 i el 1853 hi havia sis mines en funcionament. A partir d'aquest període, el poble va començar a convertir-se en una ciutat. Fins al 1967, Bălan va continuar formant part de la comuna de Sândominic, obtenint finalment la condició de ciutat oficial el 1968. El 2006 totes les activitats relacionades amb la mineria van ser aturades pel govern romanès i actualment la ciutat compta amb l'ecoturisme i les petites empreses com a principals activitats econòmiques.

## Punts d'interès
El principal jaciment arquitectònic de Bălan és l'Església Catòlica Romana, consagrada el 1869. Malgrat el desgavell ambiental de la mineria, la zona circumdant és rarament bella, ja que contempla les muntanyes properes de Hășmașul Mare i Tarcău, l'antiga destinació popular per fer senderisme. El riu Olt, un dels més significatius de Romania, s'origina a les muntanyes properes a la ciutat.